# 酒神节 (古罗马)
酒神节（Bacchanalia）是古罗马神话中酒神巴克科斯所举办的一种狂野而神秘的聚会。而Bacchanalia一词常常被形容为各种形式的酗酒。该节日起源自古希腊神话的酒神节。

## 历史
起初，酒神节只在妇女中秘密举行。